# Werner Koller
Werner Koller (ur. 14 grudnia 1942 w Zurychu) – szwajcarski językoznawca i emerytowany profesor filologii germańskiej w Instytucie Germanistyki na Uniwersytecie w Bergen (Norwegia). Za jego najważniejsze dzieło uważa się „Einführung in die Übersetzungswissenschaft” (1979), w którym Koller pogłębia koncepcję ekwiwalencji i tworzy jej typologię.

## Działalność akademicka
Werner Koller studiował filologię niemiecką, filozofię i skandynawistykę na uniwersytetach w Zurychu i Sztokholmie. W 1968 roku ukończył studia licencjackie w Zurychu. W latach 1969–1974 pracował na obu uniwersytetach jako adiunkt i nauczyciel. W 1972 napisał w Sztokholmie doktorat zatytułowany „Grundprobleme der Übersetzungstheorie. Unter besonderer Berücksichtigung schwedisch-deutscher Übersetzungsfälle”. W latach 1974–1978 pracował jako profesor lingwistyki stosowanej na Uniwersytecie w Heidelbergu. Od roku 1978 był profesorem filologii germańskiej na Uniwersytecie w Bergen. Od 31 grudnia 2012 jest na emeryturze.

## Ekwiwalencja
Nawiązując do langue (języka w ujęciu systemowym) i parole (mówienia, tj. języka w praktycznym użyciu) – kategorii wprowadzonych do językoznawstwa przez Ferdinanda de Saussure'a – Koller twierdzi, że przedmiotem badań nauki o przekładoznawstwie powinna być ekwiwalencja na poziomie parole, którą określa terminem Äquivalenz. Odpowiedniość na poziomie langue, czyli struktur językowych, Koller uznaje za przedmiot badań językoznawstwa kontrastywnego i określa terminem Korrespondenz. Kluczowym zadaniem przekładoznawstwa ma być opis warunków, możliwości i granic ekwiwalencji. Koller twierdzi, że aby przekład spełnił normatywne wymogi ekwiwalencji, tłumacz powinien ustalić dla niej ramę odniesienia. Na tej podstawie wyróżnia pięć rodzajów ekwiwalencji:
- ekwiwalencja denotatywna, odnosząca się do rzeczywistości pozajęzykowej;
- ekwiwalencja konotatywna, odnosząca się do rodzaju werbalizacji i obejmująca takie kwestie jak stylizacja, rejestr, nacechowanie emocjonalne etc.;
- ekwiwalencja normy tekstowej, odnosząca się do różnych typów tekstów;
- ekwiwalencja pragmatyczna (nazywana też komunikatywną), odnosząca się do wywołania u odbiorcy tekstu tego samego efektu, który tekst wywołuje u odbiorcy oryginału – odpowiednik dynamicznej ekwiwalencji według Eugene’a Nidy;
- ekwiwalencja formalna, odnosząca się do estetycznych, formalnych i stylistycznych cech tekstu (do takich elementów jak np. rymy czy metafory).

Koller zaznacza, że relacja ekwiwalencji zachodząca między tłumaczeniem a tekstem oryginału jest różna od ekwiwalencji zachodzącej między oryginałem a tekstem o charakterze wtórnym (takim jak streszczenie) lub objaśniającym (takim jak definicja słownikowa). Twórczość oryginalna i tłumaczenie charakteryzują się odmiennymi problemami, które w przypadku przekładu polegają na pogodzeniu różnic językowych, odrębnych systemów wartości, sposobów postrzegania świata, stylów i estetyki.